# Vaccinium puberulum
Vaccinium puberulum là một loài thực vật có hoa trong họ Thạch nam. Loài này được Klotzsch ex Meisn. miêu tả khoa học đầu tiên năm 1863.